# Pecados de una profesora
Pecados De Una Profesora es una película mexicana-estadounidense del año 2008. Fue dirigida por Rodrigo Vidal y escrita por Felipe Silva. La historia tiene que ver con la maestra de Química enamorada de su alumno Abel, donde tienen su aventura
que también tiene que ver con su hijo al final. Fue protagonizada por Claudia Vega, Eleazar Gómez y antagonizada por Gabriela Roel. Con las participaciones estelares de 
Tiffany Díaz, Ivee Colón, Adrián Carvajal, Boris Peraza y Chela Arias.

## Reparto
- Claudia Vega - Mayra Beltrán
- Eleazar Gómez - Abel Franco Romero
- Gabriela Roel - Magdalena Beltrán
- Tiffany Díaz - Linda Franco Romero
- Adrián Carvajal - Bruno Soto
- Chela Arias - ex.Directora Diana Vivanco
- Ivée Colón - Directora Cristina Mora
- Boris Peraza - Profesor Salvador Terraza
- Bárbara Romero - Doctora hospital
- Luis Aguirre - Director universidad
- Carlos Adame -  "Vagabundo"

- Datos: Q11080668